# LFA-1
LFA-1（lymphocyte function-associated antigen 1）は、リンパ球やその他の白血球上に存在するインテグリンである。LFA-1は、白血球が血流から組織へ移行する血管外遊出過程に重要な役割を果たしている。また、LFA-1は白血球の強固な接着も媒介している。さらに、LFA-1は細胞傷害性T細胞を介した傷害性や、顆粒球や単球による抗体を介した傷害性にも関与している。2007年時点では、LFA-1にはICAM-1、ICAM-2、ICAM-3、ICAM-4、ICAM-5、JAM-Aの6種類のリガンドが知られている。LFA-1/ICAM-1間の相互作用は、T細胞の分化に影響を及ぼすシグナル伝達経路を刺激することが近年示されている。LFA-1は細胞接着分子のインテグリンスーパーファミリーに属する。

## 構造
LFA-1は、非共有結合的に連結された2つのサブユニットから構成されるヘテロ二量体型糖タンパク質である。LFA-1の2つのサブユニットはα、βサブユニットと呼ばれ、より具体的にはαサブユニットはαLまたはCD11a、βサブユニットはβ2またはCD18と命名されている。ICAM結合部位はαサブユニットに存在し、一般的な結合領域はIドメインと呼ばれる。Iドメインには二価カチオン結合部位が存在し、この特異的結合部位はMIDAS（metal-ion dependent adhesion site）と呼ばれることも多い。

## 活性化
不活性状態のLFA-1は曲がったコンフォメーションで存在しており、ICAM結合部位の親和性は低い。この曲がったコンフォメーションでは、MIDASは覆い隠されている。LFA-1の活性化過程を刺激するのはケモカインである。活性化過程は、ケモカインを介した細胞内Gタンパク質Rap1の活性化とともに開始される。Rap1はα、βサブユニット間の拘束を解く過程を補助し、伸長した中間体コンフォメーションを誘導する。コンフォメーション変化によって、活性化複合体を形成するためのタンパク質のリクルートが刺激される。活性化複合体の形成によって、α、βサブユニットはさらに不安定化される。また、ケモカインはβサブユニット上のI様ドメインも刺激し、βサブユニット上のMIDASがαサブユニットのIドメインのグルタミン酸残基に結合する。この結合過程によってβサブユニットがIドメインのα7ヘリックスを引き下げる動きが引き起こされ、αサブユニット上のMIDASは露出して結合のために開いた状態となる。その結果、LFA-1は完全に伸長したコンフォメーションへ変化する。LFA-1の活性化過程はinside out signalingと呼ばれ、LFA-1はリガンド結合部位が開くことで低親和性状態から高親和性状態への遷移が引き起こされる。

## 発見
細胞接着分子の発見は当初、細胞接着過程を阻害するモノクローナル抗体を用いて行われており、モノクローナル抗体に結合する抗原が細胞認識過程における重要分子として同定された。こうした実験をもとに、細胞接着過程や、細胞外マトリックスと細胞骨格の間でなされる膜を越えた結合にに不可欠な役割を果たしているタンパク質を指す名称として「インテグリン」という語が用いられるようになった。白血球上のインテグリンであるLFA-1は、1980年代にティモシー・スプリンガーによってマウスで最初に発見された。

## 白血球接着不全症
白血球接着不全症（LAD）は、LFA-1を含む、接着に重要な表面タンパク質が存在しないことで引き起こされる免疫不全疾患であり、常染色体潜性形式で遺伝する疾患である。接着分子の欠乏によって白血球の遊走や食作用が非効率的なものとなり、好中球の機能性も低下する。白血球接着不全症1型（LAD1）は、LFA-1などのβサブユニットを構成するβ2インテグリン（CD18）をコードするITGB2遺伝子の変異を原因とし、CD18、CD11の欠損により診断される。LAD1は、反復性の細菌感染、臍帯の脱落の遅れ（30日以上）、創傷治癒の遅れ、顆粒球増多症によって特徴づけられる。

## 関連文献
- Janeway, Travers, Walport, Shlomchik, Immunobiology 6th ed. (2005) Garland Science:NY
- Parham, Peter, The Immune System 3rd ed. (2009) Garland Science: London and New York
- “Lymphocyte function-associated antigen 1 (LFA-1): a surface antigen distinct from Lyt-2,3 that participates in T lymphocyte-mediated killing”. Proceedings of the National Academy of Sciences of the United States of America 78 (7):  4535–9. (July 1981). Bibcode: 1981PNAS...78.4535D. doi:10.1073/pnas.78.7.4535. PMC 319826. PMID 7027264.
- “Secondary T cell-T cell synaptic interactions drive the differentiation of protective CD8+ T cells”. Nature Immunology 14 (4):  356–63. (April 2013). doi:10.1038/ni.2547. PMC 3962671. PMID 23475183.